# Tirumala tumanana
Tirumala tumanana is een vlinder uit de onderfamilie van de Danainae van de familie van de Nymphalidae.
De wetenschappelijke naam van de soort is voor het eerst gepubliceerd in 1886 door Georg Semper.
Deze soort komt voor in de Filipijnen (het uiterste zuiden van Mindanao, Balut en Sarangani).